# Ligue de Guyenne
La Ligue de Guyenne de tennis est une association loi de 1901 chargée d'organiser et de promouvoir le tennis en lien avec la Fédération française de tennis. Elle est aussi chargée de coordonner l'activité des clubs. Elle compte 44 091 licenciés (août 2010) dans 367 clubs.
La ligue de Guyenne est composée de 3 comités départementaux: 
| Comité départemental | Siège      | Nombre de clubs | Nombre de licenciés |
| -------------------- | ---------- | --------------- | ------------------- |
| Dordogne             | Trélissac  | 76              | 7100                |
| Gironde              | Talence    | 230             | 28800               |
| Lot-et-Garonne       | Le Passage | 61              | 5700                |

Son siège est situé à Talence en Gironde.

## Dirigeants
Les présidents successifs de la ligue de tennis Guyenne :
|   | Nom                | Mandat | Notes |
| - | ------------------ | ------ | ----- |
| 1 | André Marion       |        |       |
| 2 | Jean Paul Jauffret |        |       |
| 3 | Martine Gérard     | 2004-  |       |